# Joseph Ignatz Sadler
Joseph Ignatz Sadler, či Josef Ignác Sadler nebo Sattler (17. února 1725 Olomouc – 9. ledna 1767 Olomouc), byl český malíř, vynikající autor obrazů i fresek, působící zvláště na Moravě (kupř. fresky na stropech kostela Nejsvětější Trojice ve Fulneku, obrazy v olomouckých kostelích). Byl synem sochaře Filipa Sattlera a švagrem a žákem malíře Jana Kryštofa Handkeho.

## Dílo

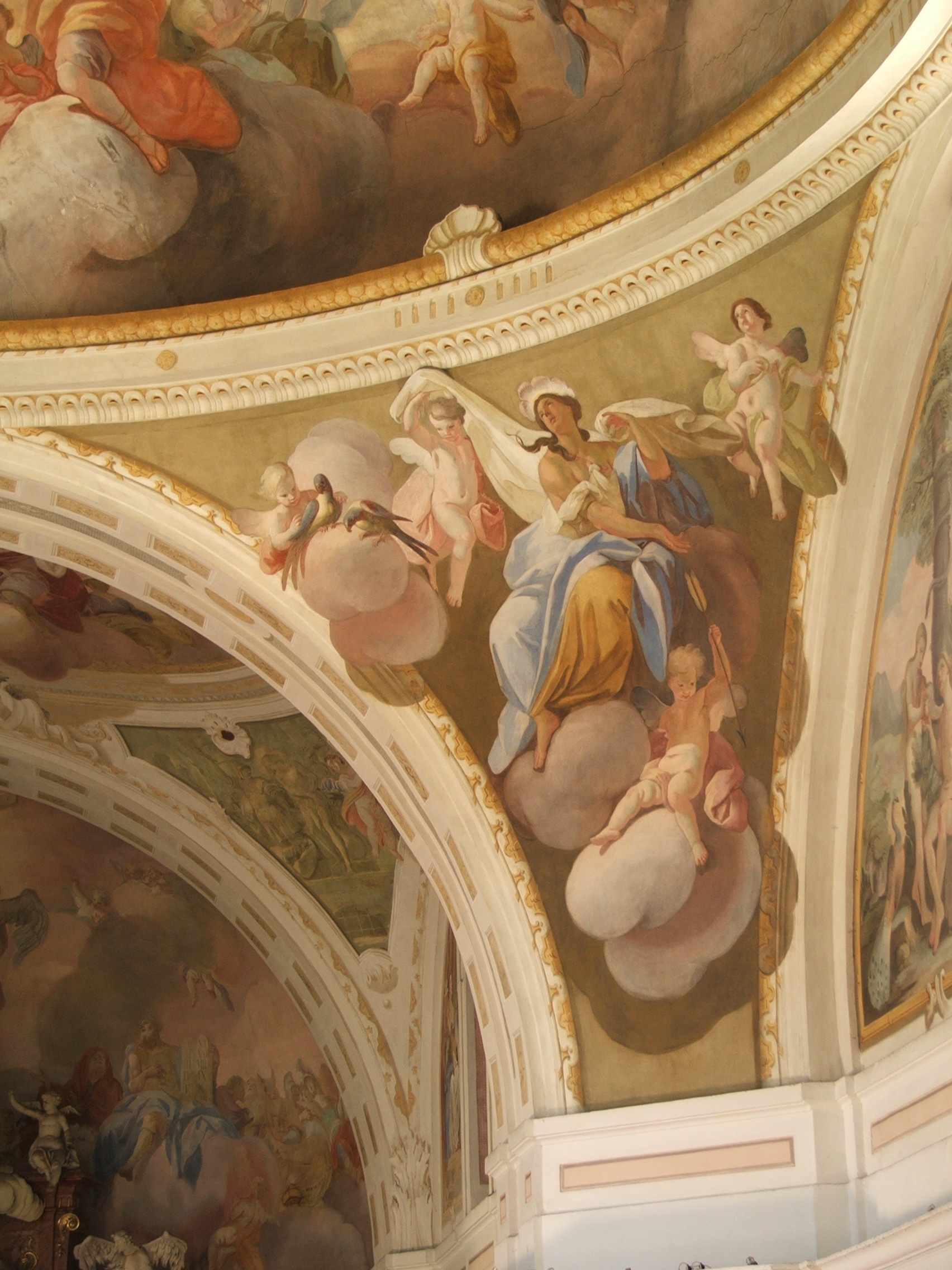
Sadlerova freska s jinotajem Nový svět na pandativu ve fulneckém farním kostele
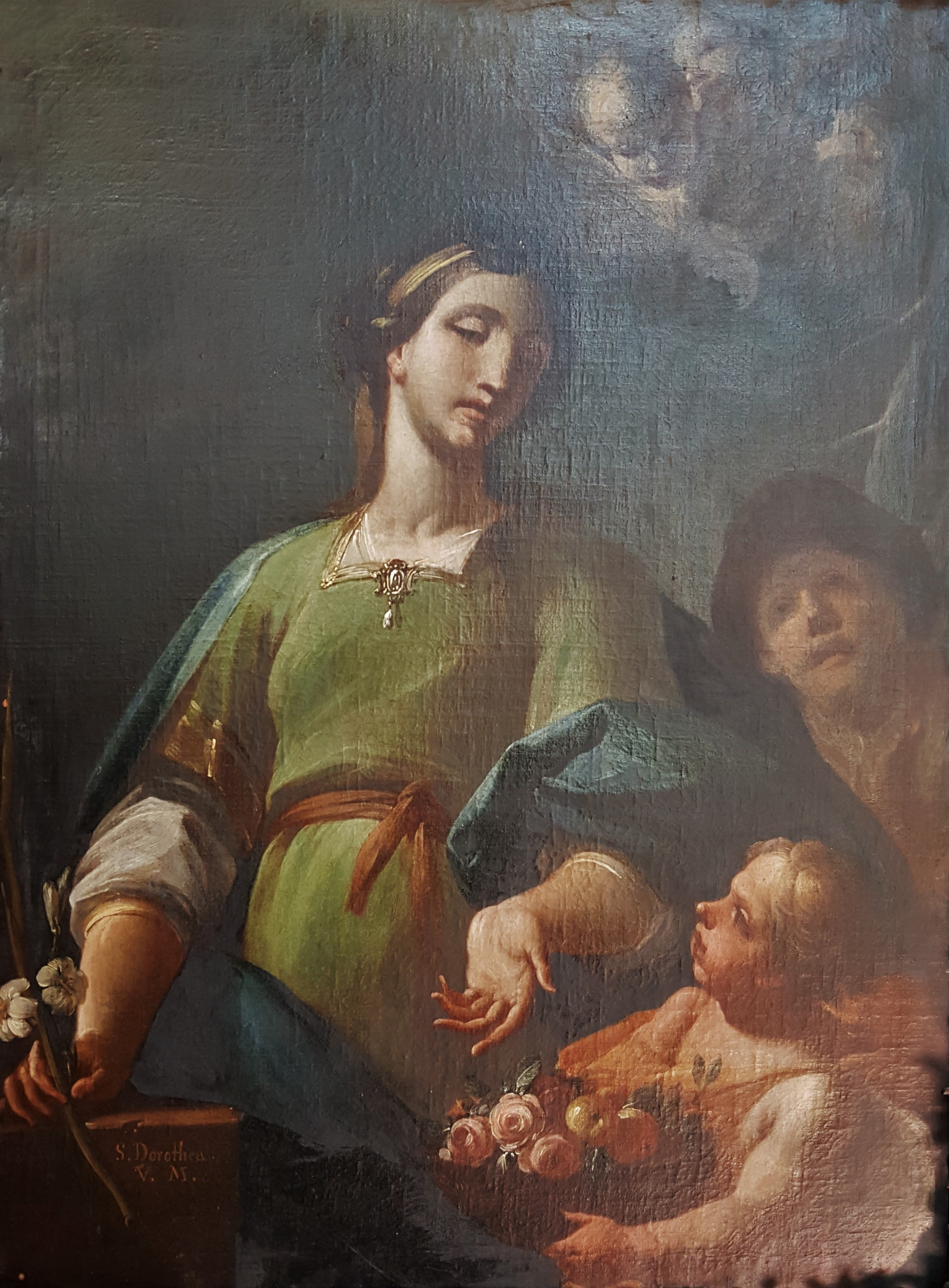
Svatá Dorota, 50. léta 18. století, kostel Panny Marie Sněžné Olomouc
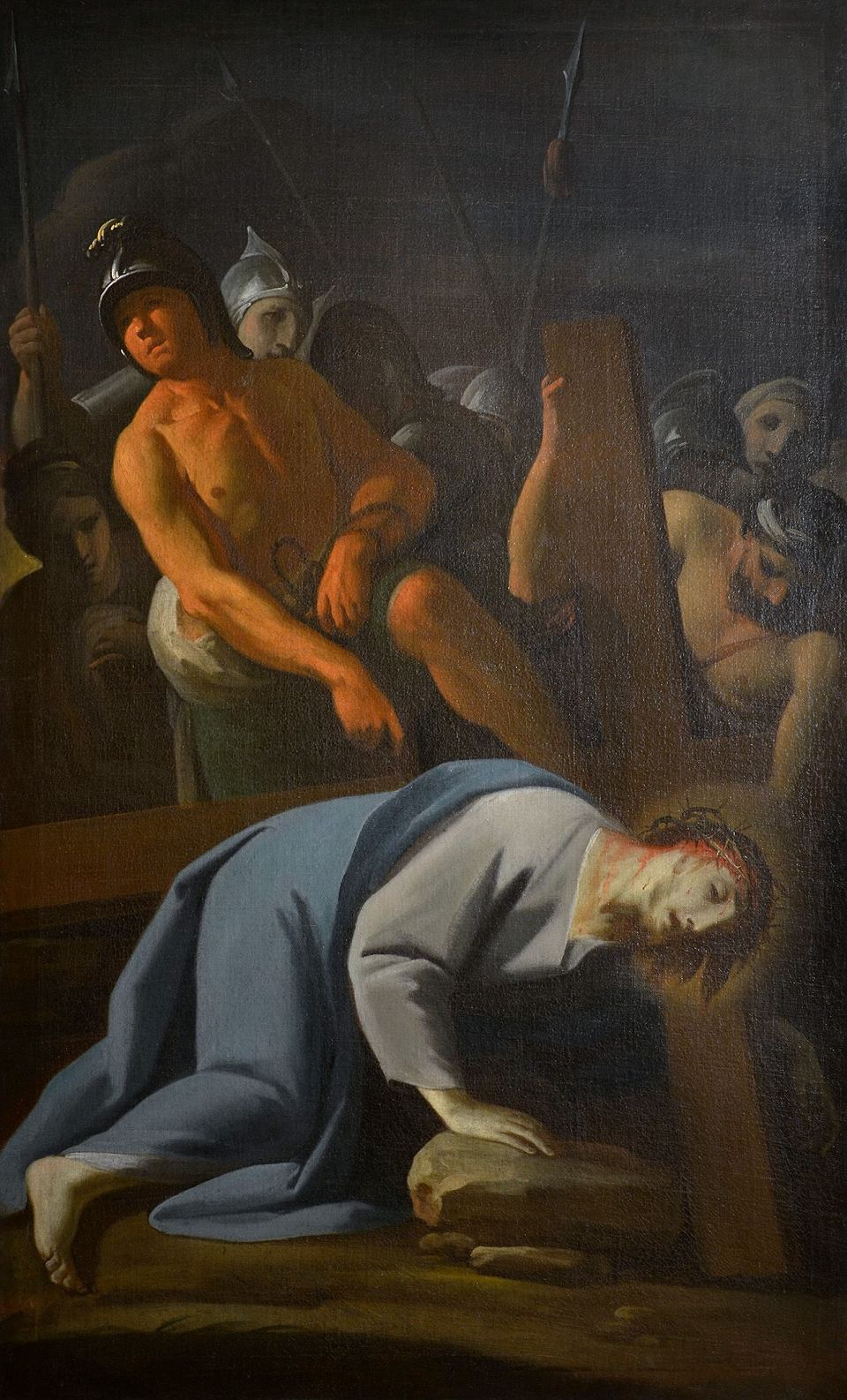
Druhé upadnutí Krista
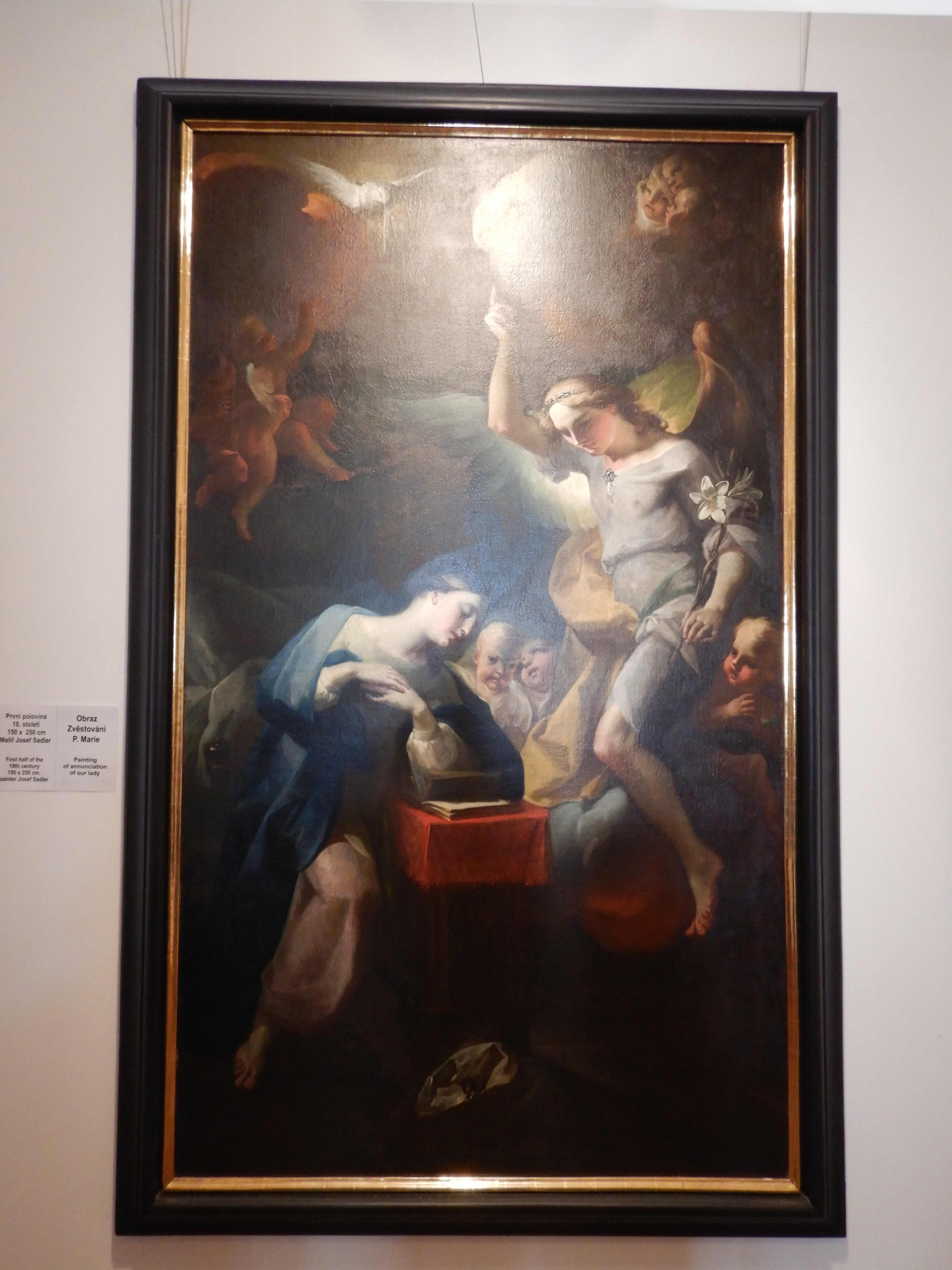
Zvěstování Panny Marie v augustiniánském klášteře ve Šternberku.